# 李思衍
李思衍（？—？），字昌翁，一字克昌，号两山。余干（今属江西）人。
南宋德祐元年（1275年）进士，未仕。入元後，授袁州（今江西宜春市）治中，歷任国子司业、至元二十五年（1288年）初，隨礼部侍郎副教省参议秃庐（图噜）出使安南宣招抚谕。是年十一月，授官礼部侍郎，官至南台御史。有《两山稿》传世。